# Cisticole dambo
Cisticola dambo
Espèce
Statut de conservation UICN

 LC  : Préoccupation mineure
La Cisticole dambo (Cisticola dambo) est une espèce de passereaux de la famille des Cisticolidae.
Son nom et épithète spécifique proviennent du swahili signifiant « prairie humide et tourbeuse », reflétant son type d'habitat.
Son aire s'étend à travers le nord de la Zambie et l'Angola et le sud de la RDC, avec une population isolée dans l'est du Gabon.